# Elezioni generali in Costa Rica del 2002
Le elezioni generali in Costa Rica del 2002 si tennero il 3 febbraio e il 7 aprile per l'elezione del Presidente e il rinnovo dell'Assemblea legislativa.

## Risultati

### Elezioni presidenziali
| Candidati                    | Partiti                             | I turno   | I turno | II turno  | II turno |
| Candidati                    | Partiti                             | Voti      | %       | Voti      | %        |
| ---------------------------- | ----------------------------------- | --------- | ------- | --------- | -------- |
| Abel Pacheco de la Espriella | Partito Unità Sociale Cristiana     | 590 277   | 38,58   | 776 278   | 57,95    |
| Rolando Araya                | Partito Liberazione Nazionale       | 475 030   | 31,05   | 563 202   | 42,05    |
| Ottón Solís                  | Partito Azione Cittadina            | 400 681   | 26,19   |           |          |
| Otto Guevara                 | Movimento Libertario                | 25 815    | 1,69    |           |          |
| Justo Orozco Álvarez         | Partito Rinnovamento Costaricano    | 16 404    | 1,07    |           |          |
| Walter Muñoz                 | Partito Integrazione Nazionale      | 6 235     | 0,41    |           |          |
| Vladimir de la Cruz          | Forza Democratica                   | 4 121     | 0,27    |           |          |
| Walter Coto Molina           | Coalizione Cambiamento 2000         | 3 970     | 0,26    |           |          |
| Rolando Angulo Zeledón       | Partido Unión Generaleña            | 2 655     | 0,17    |           |          |
| Daniel Reynolds Vargas       | Partito Patriottico Nazionale       | 1 680     | 0,11    |           |          |
| Marvin Calvo Montoya         | Alleanza Nazionale Cristiana        | 1 271     | 0,08    |           |          |
| José Hine García             | Partito Riscatto Nazionale          | 905       | 0,06    |           |          |
| Pablo Galo Angulo Casasola   | Partito Indipendente dei Lavoratori | 801       | 0,05    |           |          |
| Totale                       | Totale                              | 1 529 845 | 100     | 1 339 480 | 100      |

### Elezioni parlamentari
| Liste                              | Voti      | %     | Seggi |
| ---------------------------------- | --------- | ----- | ----- |
| Partito Unità Sociale Cristiana    | 453 201   | 29,78 | 19    |
| Partito Liberazione Nazionale      | 412 383   | 27,10 | 17    |
| Partito Azione Cittadina           | 334 162   | 21,96 | 14    |
| Movimento Libertario               | 142 152   | 9,34  | 6     |
| Partito Rinnovamento Costaricano   | 54 699    | 3,59  | 1     |
| Forza Democratica                  | 30 172    | 1,98  | –     |
| Partito Integrazione Nazionale     | 26 084    | 1,71  | –     |
| Coalizione Cambiamento 2000        | 12 992    | 0,85  | –     |
| Partito Azione Laburista Contadina | 10 890    | 0,72  | –     |
| Partito Indipendente Operaio       | 8 044     | 0,53  | –     |
| Partito Patriottico Nazionale      | 7 123     | 0,47  | –     |
| Unione Agraria Cartaginese         | 6 974     | 0,46  | –     |
| Alleanza Nazionale Cristiana       | 6 825     | 0,45  | –     |
| Partito Unione Generale            | 5 883     | 0,39  | –     |
| Riscatto Nazionale                 | 4 937     | 0,32  | –     |
| Partito Agrario Nazionale          | 2 595     | 0,17  | –     |
| Forza Agraria dei Cartaginesi      | 1 390     | 0,09  | –     |
| Partito Convergenza Nazionale      | 1 348     | 0,09  | –     |
| Totale                             | 1 521 854 | 100   | 57    |

## Contrassegni elettorali
| Partito Unità Sociale Cristiana | Partito Liberazione Nazionale    | Partito Azione Cittadina           |
| Movimento Libertario            | Partito Rinnovamento Costaricano | Forza Democratica                  |
| Partito Integrazione Nazionale  | Coalizione Cambiamento 2000      | Partito Azione Laburista Contadina |
| Partito Indipendente Operaio    | Partito Patriottico Nazionale    | Unione Agraria Cartaginese         |
| Alleanza Nazionale Cristiana    | Partito Unione Generale          | Riscatto Nazionale                 |
| Partito Agrario Nazionale       | Partito Convergenza Nazionale    | Forza Agraria dei Cartaginesi      |